# William Ashmole
William George Ashmole (* 27. September 1891 in Winshill; † 28. Januar 1958 in Hitchin oder 3. Quartal 1968 in Burton-upon-Trent) war ein englischer Fußballspieler.

## Karriere
Ashmole kam 1913 zum in der Football League Second Division spielenden Klub Stockport County, der sich in der Vorsaison als Tabellenvorletzter der Wiederwahl um den Ligaverbleib stellen musste. Zunächst im Reserveteam eingesetzt, profitierte er bei seinem Debüt am 6. Dezember 1913 gegen Lincoln City davon, dass Verteidiger William Froehlich seinen Zug verpasst hatte. Der als Reservemann zum Spiel mitgereiste Ashmole rückte dadurch auf der linken Außenstürmerposition in die Mannschaft und erzielte beim 3:0-Auswärtssieg den Führungstreffer. Nachdem er bei seinem zweiten Einsatz am Boxing Day 1913 beide Treffer seines Teams beim 2:2 gegen Grimsby Town erzielt hatte, gehörte er für die restliche Saison zur Stammformation, der bisherige Linksaußen Norman Wood rückte stattdessen auf die linke Halbstürmerposition. Bis Saisonende hatte er in 21 Ligaspielen acht Treffer erzielt und wurde presseseitig wegen seines „konstant guten Spiels“ auch mit einem Vereinswechsel in Verbindung gebracht. Dennoch gehörte er auch in der folgenden Saison 1914/15 zum Kader von Stockport und kam dabei zu weiteren 16 Ligaeinsätzen, verlor seinen Stammplatz aber zur Saisonhälfte an Ernie Lloyd.
Mit dem Ende der Saison wurde wegen des Ersten Weltkriegs der reguläre Spielbetrieb eingestellt. Ashmole schrieb sich Mitte 1915 für den Militärdienst ein und trat einem Derbyshire-Regiment bei. Bis zur Wiederaufnahme des regulären Ligabetriebs trat er als Gastspieler beim FC Watford (1916, 5 Spiele/3 Tore), bei West Ham United (1919, 2/0) und Port Vale (1919, 1/0) in Erscheinung. Im Februar 1918 gehörte er anlässlich eines Benefizspiels in Burton-upon-Trent einer Soldatenauswahl gegen eine England-Auswahl (unter anderem Jesse Pennington, Jimmy Harrop, Jimmy Leach, Charlie Payne und Harold Edgley) an und erzielte bei dem 3:1-Sieg ein Tor.
Im August 1919 gestattete ihm Stockport County einen ablösefreien Wechsel und Ashmole schloss sich dem in der Southern League spielenden FC Watford an. Dort kam er im Saisonverlauf aber lediglich zu einem Pflichtspieleinsatz (0:3 gegen Exeter City) und verließ Watford am Saisonende in Richtung des in der walisischen Sektion der Southern League spielenden Klubs AFC Mardy.